# Cmentarz ewangelicki w Wągrowcu
Cmentarz ewangelicki w Wągrowcu – nieczynny cmentarz protestancki w Wągrowcu przy ulicy ks. Jakuba Wujka. 

## Historia
Ewangelicy zaczęli osiedlać się w Wągrowcu pod koniec XVIII w. W latach 20. XIX wieku ich liczba wzrosła na tyle, że wystąpili do króla pruskiego Fryderyka Wilhelma III z prośbą o akceptację i wsparcie przy budowie własnej świątyni. Zgodę taką otrzymali i w latach 1835–1837 wybudowali kościół, prawdopodobnie w tym okresie na potrzeby grzebalne otrzymali parcelę przylegającą do istniejącego od XVI w. Cmentarza Farnego. Po 1945 cmentarz został w znacznym stopniu zdewastowany, część terenu uporządkowano. W latach 2001–2005 i w 2010 Niemiecki Związek Opieki nad Grobami Wojennymi zorganizował międzynarodowe spotkania młodzieży z Polski, Rosji, Niemiec, Węgier i Mołdawii, uczestnicy uporządkowali cmentarz, a z nagrobków i ich szczątków znalezionych na tutejszym cmentarzu i cmentarzach ewangelickich w gminie Wągrowiec stworzono lapidarium. W 2008 władze Wągrowca odkupiły teren cmentarza od władającej nim parafii ewangelicko-augsburskiej w Pile. W 2011 na terenie cmentarza przeprowadzono ekshumację grobów 38 żołnierzy niemieckich i 3 ofiar cywilnych, szczątki przeniesiono do kwatery wojennej na cmentarzu Poznań Miłostowo. Ekshumowano również 13 grobów mieszkańców Wągrowca zmarłych w latach 30. i 40. XX wieku i pochowano szczątki w grobie zbiorowym obok lapidarium.